# Другий Християнський цвинтар (Одеса)
Другий Християнський цвинтар (або Новий Християнський цвинтар) — кладовище в місті Одесі. Відкритий у 1885. За думкою одеських краєзнавців на 2-му християнському цвинтарі поховано понад 500 000 осіб.

## Устрій

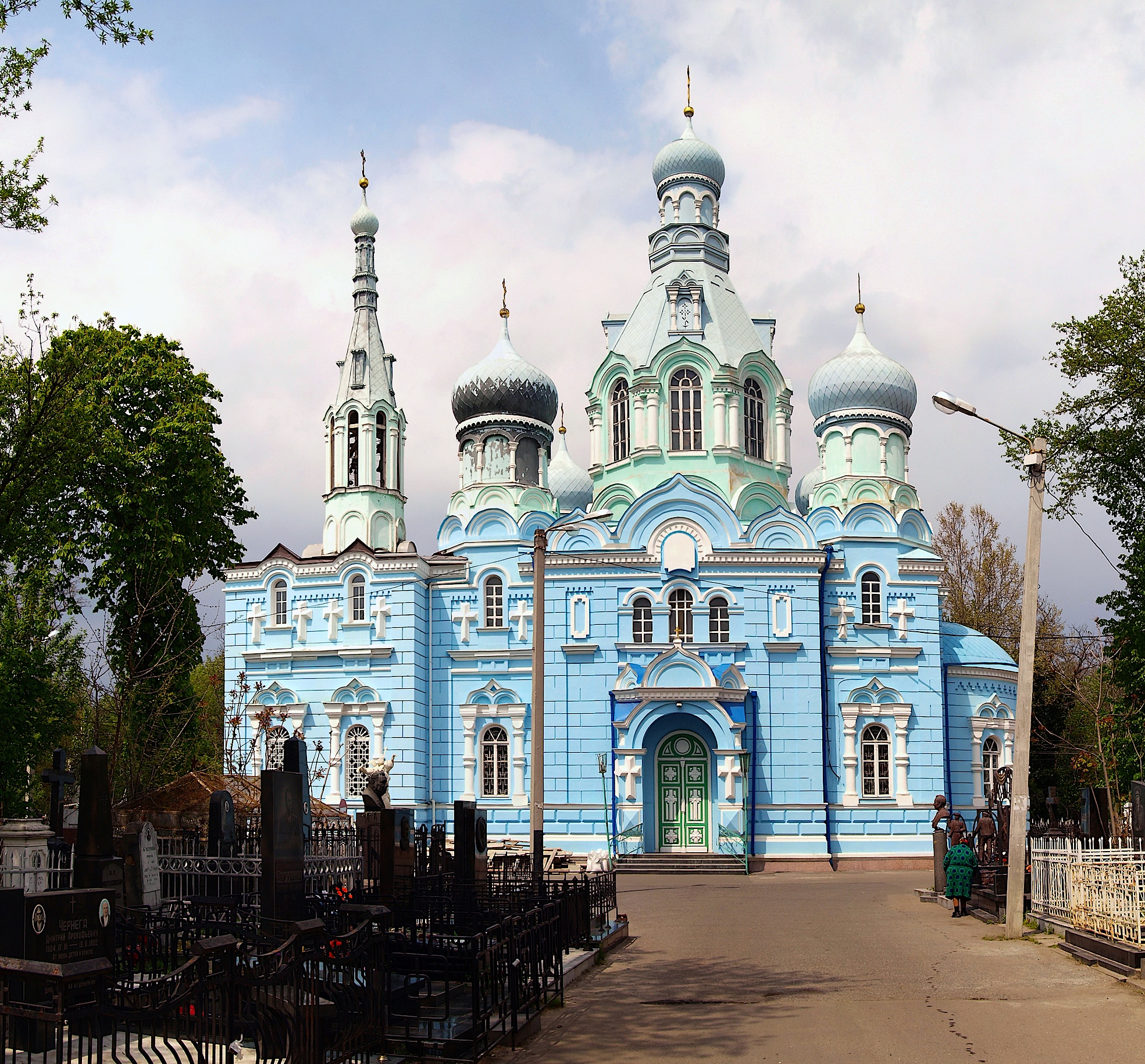
Церква Святителя Дмитра Ростовського на центральній алеї цвинтаря

«Невідомим розстріляним у роки сталінських репресій. Імена ж їх, Господи, Ти знаєш. Тут поховано останки жертв масових репресій, розстріляних у 1930—1940 роках». Ділянка 135

На цвинтарі присутні могили усіх одеських віросповідань та націй: православні, католики, юдеї, мусульмани, татари, цигани, українці, євреї, росіяни, вірмени тощо. Згідно з даними, отриманими в результаті роботи державної комісії Кабінету Міністрів України, в братських могилах на 135 ділянці Другого християнського цвинтаря знаходяться останки 3000—6000 людей. 30 жовтня 1997 на одній із братських могил, де покояться останки ексгумованих 147 розстріляних встановлено пам'ятний знак з трьох хрестів. З 2000 року була відкрита стіна для урн із прахом.

## Поховані
- Людмила Алейникова — видатний кардіолог
- Олексій Богатський — хімік, академік АН УРСР.
- Григорій Вакуленчук — керівник повстання на панцирнику «Потьомкін».
- Василь Василько — український режисер, актор і педагог, народний артист СРСР (1944).
- Михайло Водяной — український актор оперети, керівник Одеського театру музичної комедії, що тепер має його ім'я, народний артист СРСР (1976).
- Борис Дерев'янко — український журналіст, сценарист, головний редактор газети «Вечерняя Одесса».
- Іван Дузь — професор, літературознавець
- Гаврило Жуков — віце-адмірал, командувач Одеським оборонним районом у 1941 році.
- Борис Зайцев — співак.
- Петро Каришковський — археолог.
- Микола Кириченко — перший секретар Одеського обкому КПУ.
- Євгенія Клем — педагог, в'язень концентраційного табору «Равенсбрюк»
- Сергій Корхов  — хірург.
- Олександр Ляпунов — російський математик.
- Павло Лазарєв, радянський військовий, командир 19-ї стрілецької дивізії.
- Володимир Литвиненко — радянський та український художник південноруської мистецької школи, заслужений художник України (2011).
- Любов Лосєва — професор, видатний мовознавець.
- Павло Михайлов — народний артист УРСР.
- Борис Нечерда — український поет-шістдесятник.
- Віктор Прокопенко — український радянський футболіст та футбольний тренер, перший тренер збірної України з футболу.
- Микола Рижі  — військовик, учасник оборони Одеси, генерал-полковник
- Раїса Сергіенко — оперна співачка, народна артистка СРСР
- Василь Таїров — вірменський учений, фахівець з виноградарства і виноробства.
- Дмитро Урсу — радянський та український історик, африканіст, лексикограф.
- Володимир Філатов — російський офтальмолог.
- Володимир Цесевич — радянський та український астроном. Член АН УРСР.
- Петро Чардинін — кінорежисер, піонер радянського кіно.

## Галерея

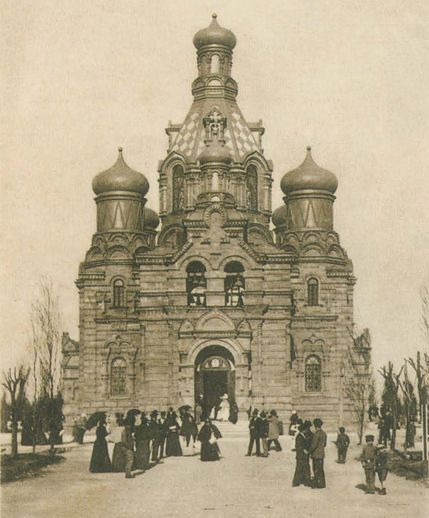
Церква Св. Дмитра Ростовського, фото зроблене до 1917 року
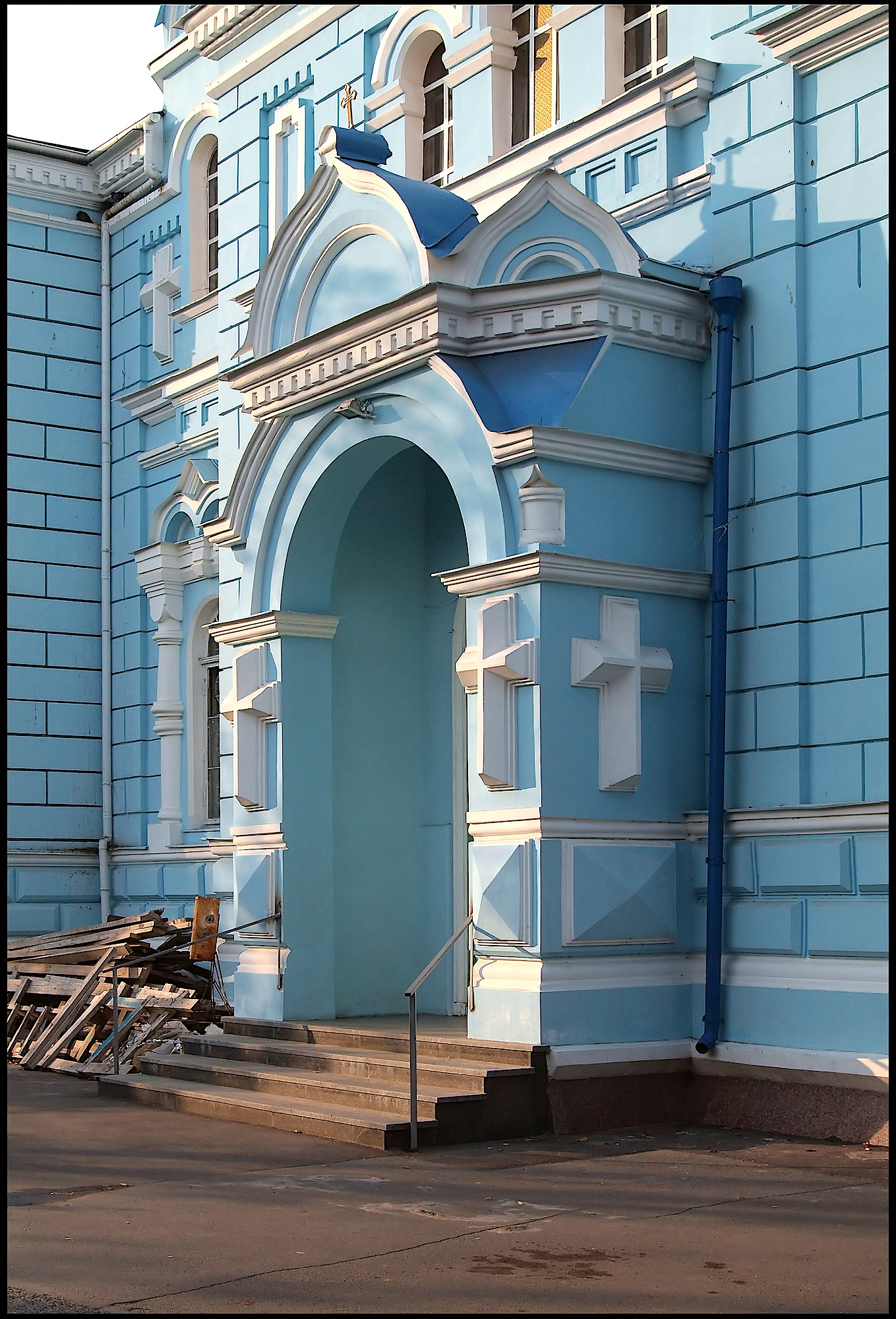
Бічний вхід до храму св. Дмитра Ростовського
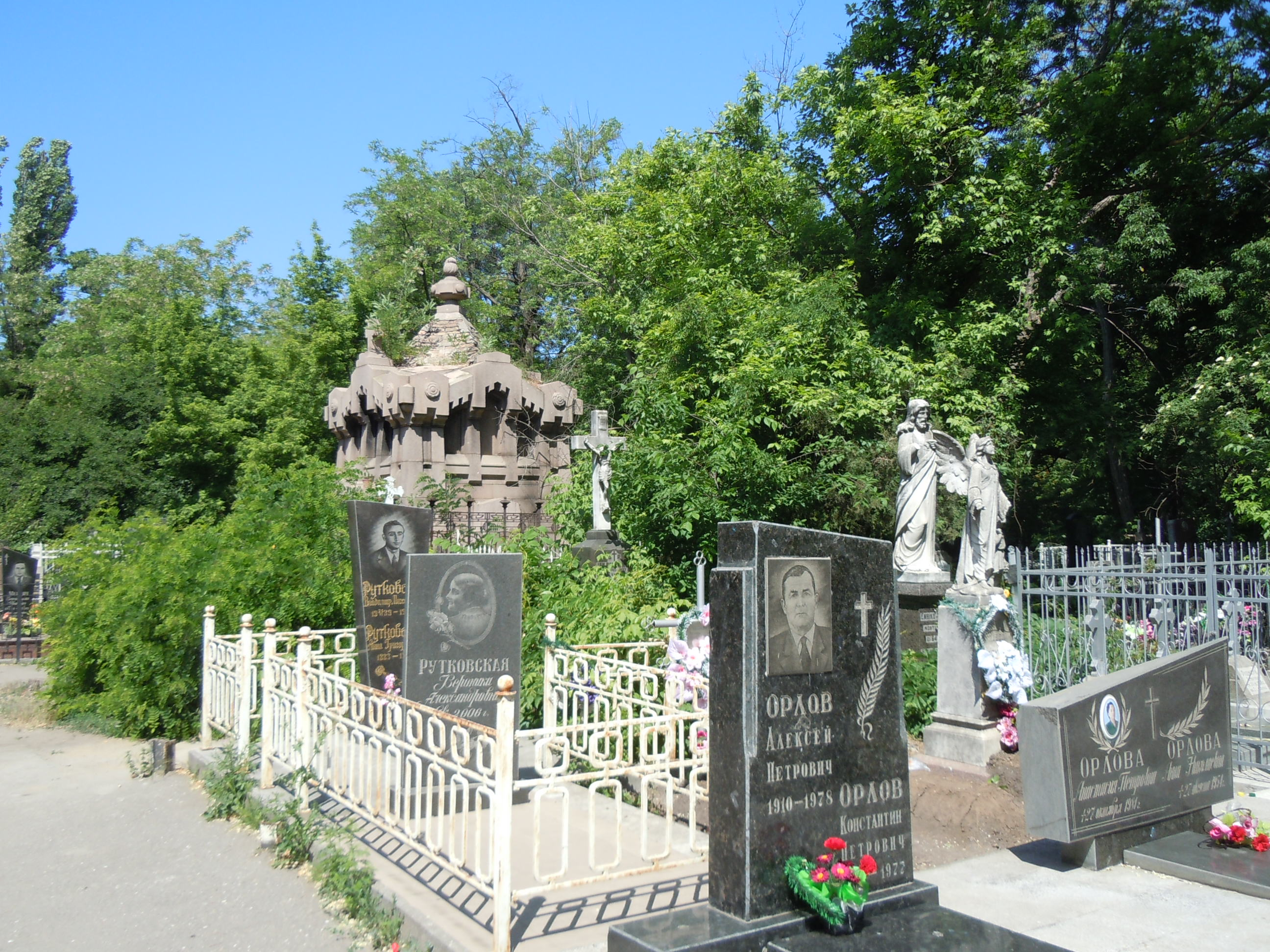
Центральна алея
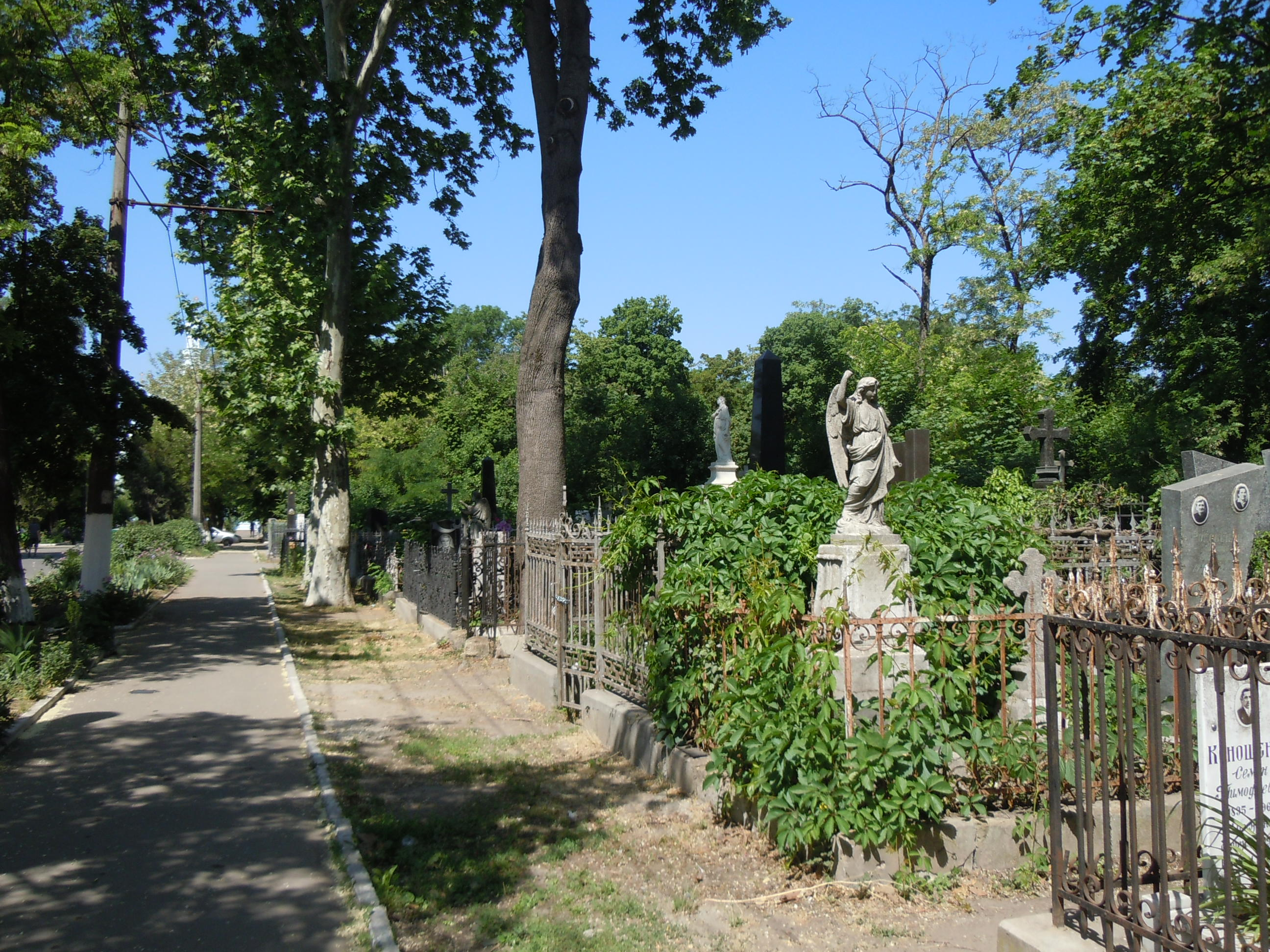
Старі поховання
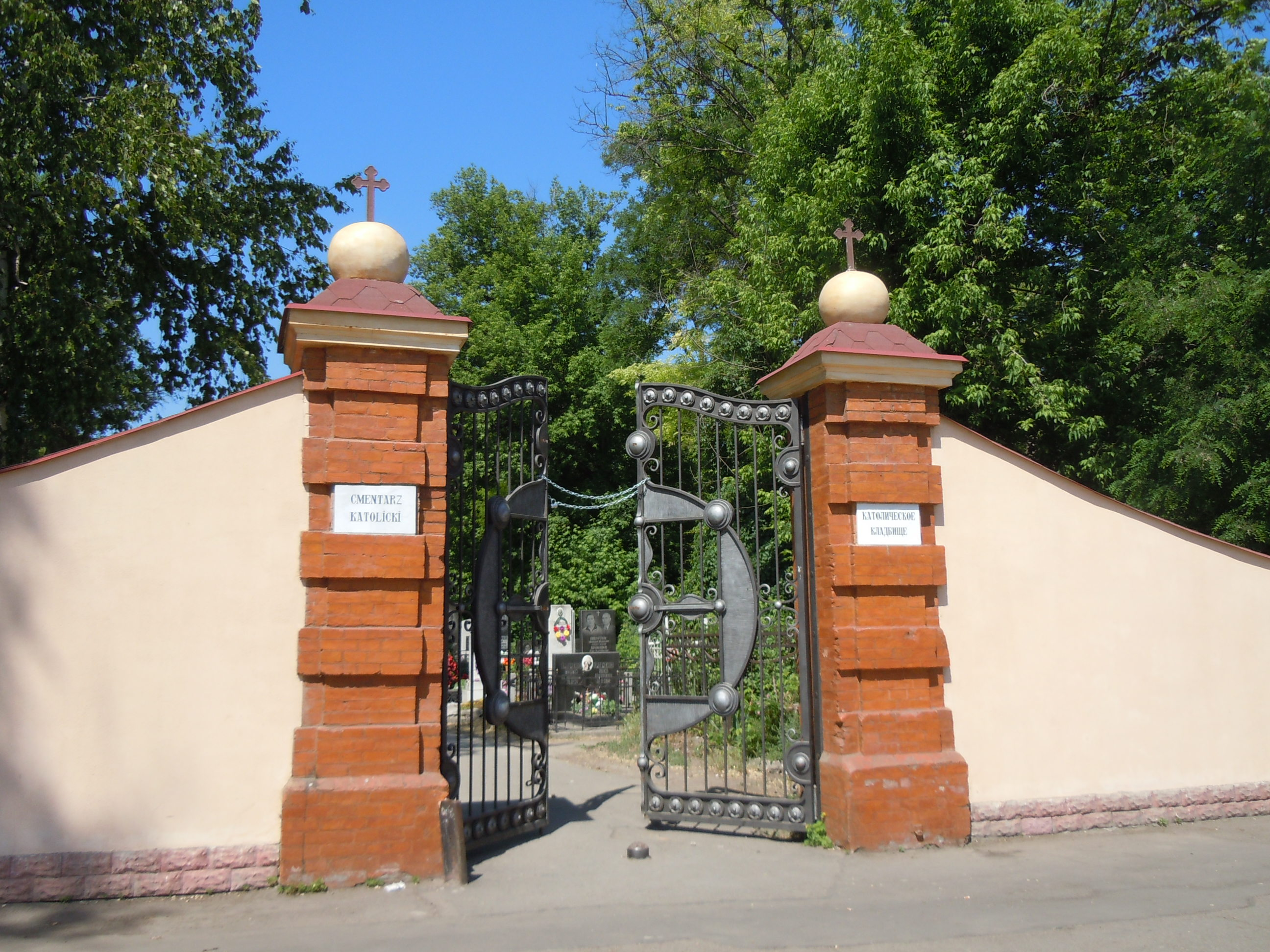
Вхід до католицької частини кладовища
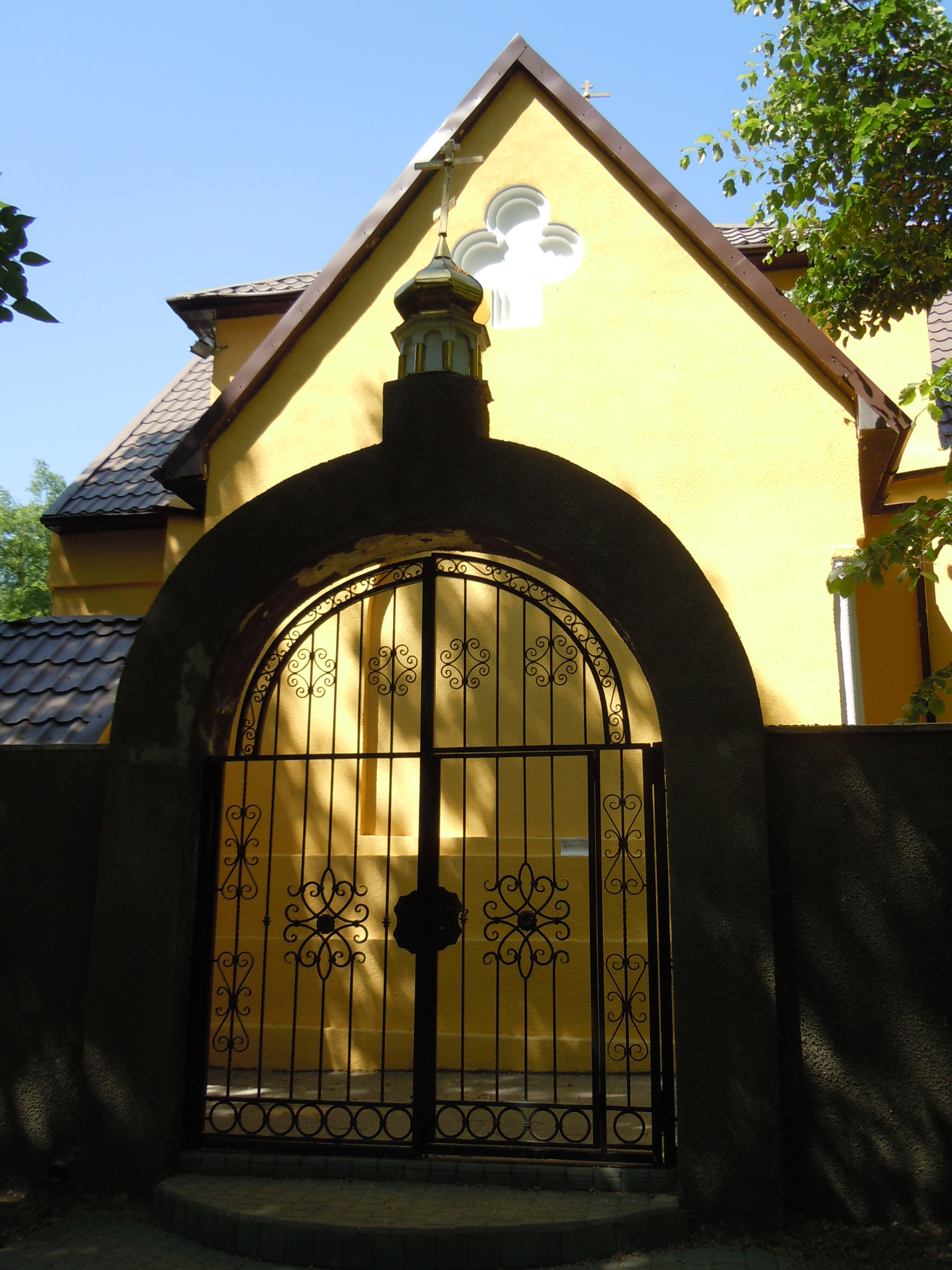
Церква святої Ксенії Петербурзької на католицькій чистині цвинтаря
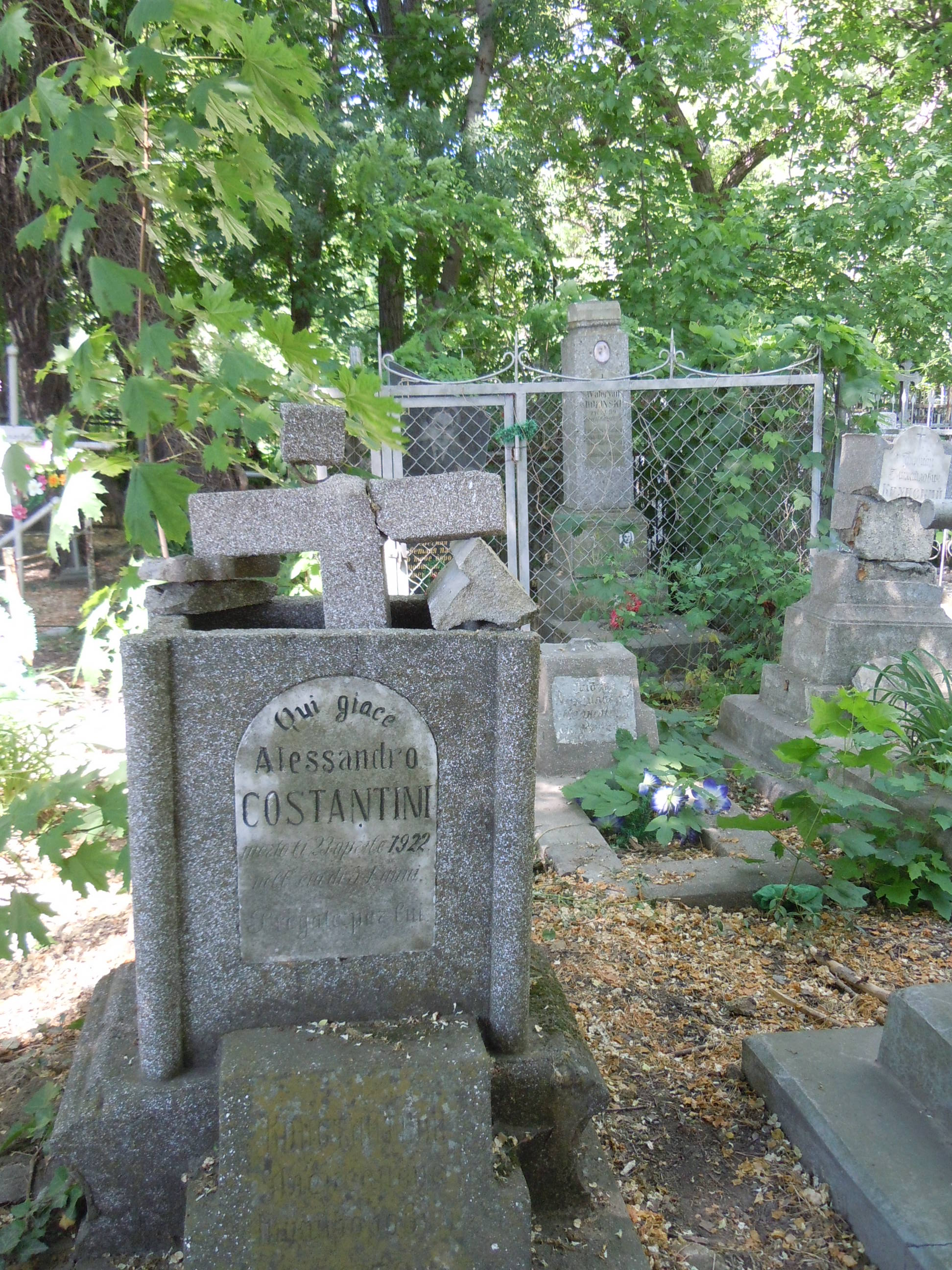
Італійські та чеські поховання на католицькій частині цвинтаря